# Преступный путь
«Преступный путь» (англ. The Crooked Way) — фильм нуар режиссёра Роберта Флори, который вышел на экраны в 1949 году.
В основу сценария фильма положена радиопьеса Роберта Монро «Лезвие не бывает слишком острым». Фильм рассказывает о потерявшем память ветеране войны Эдди Райсе (Джон Пейн), который сталкивается с гангстером Винсом Александером (Сонни Тафтс), своей бывшей женой Ниной (Эллен Дрю) и детективом Уильямсом (Рис Уильямс), которые заинтересованы в том, чтобы он немедленно уехал из города. Постепенно Эдди восстанавливает в памяти картину своего гангстерского прошлого, после чего помогает разгромить банду, а также восстанавливает отношения с женой.
Фильм имеет сходный сюжет с фильмом нуар «Где-то в ночи» (1946). Герои войны, страдающие от проблем с памятью, были также в центре внимания таких фильмов нуар, как «Синий георгин» (1946), «Высокая стена» (1947) и «Лёгкая мишень» (1949).

## Сюжет
После ранения в голову, которая привела к потере памяти, герой войны, кавалер Серебряной звезды Эдди Райс (Джон Пейн) проходит курс лечения в госпитале в Сан-Франциско. Лечащий врач Эдди, доктор Кембл (Крейн Уитли), сообщает ему, что его амнезия вызвана застрявшем в мозгу небольшим осколком шрапнели, и она неизлечима, так как извлечь этот осколок не представляется возможным. После завершения курса лечения Эдди готовится выписаться из больницы, однако не знает, с чего начать, так как все его документы утеряны, известно лишь, что он был призван на службу пять лет назад в Лос-Анджелесе. Доктор Кембл советует Эдди отправиться в этот город в надежде встретить там кого-либо из родственников или знакомых, которые узнают его, и тогда он сможет воссоздать своё прошлое. Когда Эдди прибывает в Лос-Анджелес, прямо на вокзале его узнают двое полицейских, которые сразу же доставляют его в полицейский участок. Когда он заявляет, что ничего не помнит о своём прошлом, детективы — капитан Андерсон (Чарльз Эванс) и лейтенант Джо Уильямс (Рис Уильямс) — показывают ему полицейское досье, согласно которому его зовут Эдди Рикарди, и несколько лет назад он был известен как опасный гангстер, который избежал тюрьмы, дав показания на своих сообщников. Тем не менее, детективы считают, что пребывание Эдди в городе не сулит ничего хорошего, и настоятельно рекомендуют ему уехать как можно скорее. Когда Эдди выходит из полицейского участка, его узнаёт молодая привлекательная женщина Нина Мартин (Эллен Дрю), которая пришла внести залог за одного из мелких преступников, Пити. Хотя Эдди её не узнаёт, женщина вызывается подвезти его до гостиницы, где он когда-то жил. Пока Эдди размещается в гостинице, Нина звонит его бывшему партнёру Винсу Александеру (Сонни Тафтс), чтобы сообщить ему о возвращении Эдди. В момент разговора Винс допрашивает своего подручного Келли (Джон Хармон), которого заподозрил в сотрудничестве с полицией. Жестоко избив, а затем убив Келли, Винс с подручными приезжает в гостиницу, где набрасывается на Эдди и избивает его. Винс напоминает Эдди, что они были друзьями детства и ближайшими партнёрами, но затем Эдди сдал его властям, после чего Винс угодил на два года в тюрьму за убийство, а Эдди был оправдан. Показав Эдди газетную вырезку, подтверждающую его слова, Винс даёт Эдди 72 часа на то, чтобы убраться из города.
По дороге в аэропорт, чтобы проконсультироваться в Сан-Франциско с доктором Кемблом, Эдди выясняет из газеты, что не попал в тюрьму благодаря певице из ночного клуба Нине Мартин, которая отказалась давать против него показания в суде. Эдди разворачивает такси и едет домой к Нине. Зайдя вслед за ней в дом, Эдди объясняет, что у него амнезия, и просит рассказать ему о его прошлом. Нина говорит, что она была его женой, но он был груб с ней, показывая след, оставшийся от побоев на плече. Три года назад она оформила с ним развод, а сейчас работает на Винса и вполне довольна своим положением. Вскоре Винс решает, что ему будет выгодно, если Эдди останется в городе, и приказывает Нине удержать его. Нина в свою очередь начинает испытывать симпатию к бывшему мужу, который явно изменился в лучшую сторону, и потому вопреки указаниям босса советует Эдди немедленно уехать, так как Винс явно что-то задумал. Однако Эдди хочет разобраться во всём до конца и направляется в принадлежащее Винсу казино «Золотой рог», якобы для того, чтобы встретиться с Ниной, которая работает с клиентами в зале. Люди Винса уводят Эдди и вырубают его, при этом Винс чувствует изменившийся настрой Нины. Тем временем полиция получает подтверждение героической военной биографии Эдди и того факта, что после ранения он страдает амнезией. Одновременно лейтенант Уильямс получает от экспертов улику, что на костюме убитого Келли обнаружены следы Винса, и приезжает к нему на встречу. Поняв, что против него выдвинут обвинение в убийстве, Винс убивает лейтенанта.
Эдди приходит в себя в салоне автомобиля на заброшенной дороге от звука приближающихся полицейских сирен. В руку Эдди вложен револьвер, а рядом с ним на сиденье находится тело застреленного Уильямса. На Эдди начинается облава, однако ему удаётся убежать и раньше полиции добраться до дома Нины. Они немедленно уезжают на её машине, по дороге похищая револьвер с патронами из оружейного магазина. Нина привозит Эдди к своей коллеге Хэйзел (Грета Гранстедт), которая работает в казино Винса. Неожиданно в квартиру заходит парень Хейзел, подручный Винса по имени Коук (Хэл Бейлор), который сразу же начинает стрелять, раня Нину в плечо, после чего Эдди убивает его. Эдди вынужден немедленно отвезти Нину к врачу, который вопреки возражениям Эдди немедленно вызывает полицейскую скорую помощь, однако даёт возможность Эдди убежать. Эдди приезжает на принадлежащий Винсу склад, за которым наблюдает слабоумный пожилой Пити (Перси Хелтон), близко знакомый как с Эдди, так и с Винсом. Эдди отпускает таксиста, обращая его внимание на газету со своей фотографией, где указано, что за информацию о его местонахождении будет заплачено вознаграждение в 1000 долларов. Эдди не сомневается в том, что таксист немедленно отправится в полицию. Тем временем Пити в соответствии с указаниями Винса даёт знать о появлении Эдди на складе. Вскоре появляется Винс с несколькими вооружёнными подручными, после чего начинается интенсивная перестрелка, в ходе которой гибнут несколько гангстеров, а Винс ранит Пити, приняв его за Эдди. Когда у Эдди заканчиваются патроны, он из укрытия набрасывается на Винса, и между ними начинается драка, в которой Винс одерживает верх, посылая Эдди в нокаут. В этот момент полиция окружает склад, требуя от всех выйти с поднятыми руками. Винс выходит под прикрытием ослабевшего Эдди из здания, и угрожая, что застрелит его, требует дать ему возможность скрыться. Однако в этот момент в Винса пытается стрелять раненый Пити, которого гангстер на этот раз убивает наповал. Благодаря возникшей неразберихе Эдди удаётся вырваться из рук Винса, и гангстер остаётся один против окружившей его полиции. Когда он пытается стрелять, полицейские тут же убивают его. С Эдди снимают все подозрения, так как полиция получает от экспертов неопровержимые улики того, что убийства Келли и лейтенанта Уильямса были делом рук Винса. Некоторое время спустя Эдди навещает Нину в больнице, где она говорит, что для неё он теперь навсегда останется Эдди Райсом, и они целуют друг друга.

## В ролях
- Джон Пейн — Эдди Райс / Эдди Риккарди
- Сонни Тафтс — Винс Александер
- Эллен Дрю — Нина Мартин
- Рис Уильямс — лейтенант Джо Уильямс
- Перси Хелтон — Пити
- Джон Дусетт — сержант Барретт
- Чарльз Эванс — капитан Андерсон
- Грета Гранстедт — Хэйзел Даунс
- Рэймонд Ларгэй — Артур Стэйси, врач
- Гарри Бронсон — Дэнни
- Хэл Бэйлор — Коук
- Дон Хэггерти — бандит
- Джек Оверман — бандит
- Крэйн Уитли — доктор Кембл / закадровый рассказчик
- Джон Хармон — Келли

В титрах не указаны
- Росс Эллиотт — коронер
- Эстер Говард — хозяйка гостиницы
- Лестер Дорр — таксист

## Создатели фильма и исполнители главных ролей
Как указывает историк кино Аллен Силвер, французский режиссёр Роберт Флори «начал свою карьеру в 1921 году как ассистент Луи Фейада, и пройдя школу киноимпрессионизма и сюрреализма с 1924 года стал работать в Голливуде, а с 1927 года стал самостоятельным режиссёром фильмов категории В». К лучшим работам режиссёра относятся комедии «Кокосовые орешки» (1929) и «Бывшая леди» (1933), фильмы ужасов «Убийство на улице Морг» (1932) и «Зверь с пятью пальцами» (1946), а также фильмы нуар «Лицо под маской» (1941) и «Сигнал об опасности» (1945).
Оператор Джон Олтон родился в Австро-Венгрии в 1901 году, а в 1927 году начал карьеру в Голливуде. После работы в Аргентине в 1932-39 годах, Олтон вернулся в Голливуд, где вскоре стал одним из ведущим операторов, особенно высоко зарекомендовав себя съёмками фильмов нуар в 1940-е годы. По мнению историка кино Дэвида Хогана, среди его лучших нуаровых работ этого периода такие картины, как «Агенты казначейства» (1947), «Грязная сделка» (1948), «Он бродил по ночам» (1948), «Преступный путь», «Суд — это я» (1953) и «Большой ансамбль» (1955). Хоган также отмечает, что оператор «внёс потрясающий вклад в квази-нуары „Похороните меня мёртвой“ (1947), „Кэнон-Сити“ (1948), „Инцидент на границе“ (1949) и „Загадочная улица“ (1950)». Однако, как пишет киновед, несмотря на массу выдающихся нуаровых работ, «по иронии судьбы, Олтон получил свой единственный Оскар за роскошную цветную съёмку балетного эпизода в мюзикле „Американец в Париже“ (1951)».
Как отмечает киновед Джефф Стаффорд, «Джон Пейн первоначально достиг статуса исполнителя главных ролей в музыкальных романтических фильмах начала 1940-х годов. На студии Twentieth Century Fox он играл в паре с такими звёздами, как Бетти Грейбл, Элис Фэй и Соня Хени в таких коммерческих хитах, как „Весна в Скалистых горах“ (1942), „Привет, Фриско, привет“ (1943) и „Серенада Солнечной долины“ (1941). В послевоенные годы Пейн сменил амплуа, приняв образ более сурового и крутого героя, который соответствовал криминальным триллерам и вестернам. К числу лучших работ Пейна в этот период, по мнению киноведа Джеффа Майера относятся фильмы нуар „Тайны Канзас-Сити“ (1952), „Ривер-стрит, 99“ (1953) и „Оттенок алого“ (1956), а также в вестерн „Серебряная жила“ (1954) .
Среди наиболее значимых картин Эллен Дрю — романтическая комедия „Рождество в июле“ (1940), фильм ужасов „Остров мёртвых“ (1945), фильм нуар „Джонни О’Клок“ (1947), а также вестерны „Человек из Колорадо“ (1948), „Аризонский барон“ (1950) и „Звёзды в моей короне“ (1950).

## Фильмы нуар об амнезии
Историк кино Брайан Макдоннелл отмечает, что „это один из нескольких фильмов нуар, сделанных сразу после Второй мировой войны, в которых действуют вернувшиеся со службы ветераны, страдающие от амнезии. Герои этих фильмов символизируют общую необустроенность ветеранов войны в послевоенной жизни“. Хэл Эриксон добавляет, что в ряде этих фильмов действовали потерявшие память ветераны войны, которые в своей довоенной жизни были связаны с криминалом». Среди фильмов нуар на тему амнезии Майер называет, в частности, такие ленты, как «Улица удачи» (1942), «Головокружение» (1945), «Чёрный ангел» (1946), «Катастрофа» (1946), «Страх в ночи» (1946), «Где-то в ночи» (1946), «Синий георгин» (1946), «Высокая стена» (1947) и «Лёгкая мишень» (1949), при чём в последних четырёх фильмах амнезией страдают именно ветераны Второй мировой войны .

## История создания фильма
В основу фильма положен один из эпизодов из радиосериала «Высокое приключение» (1947-48) под названием «Лезвие не бывает слишком острым», автором которого был Роберт Монро. Сериал строился в форме написанных Монро рассказов членов «Общества высоких приключений», которые любили истории «жёсткого экшна, жёстких мужчин и привлекательных женщин».
В середине ноября 1948 года журнал «Голливуд репортер» сообщил, что главную женскую роль в фильме сыграет Шелли Уинтерс, а в конце ноября 1948 года партнёршей Пейна была названа Джинн Кэгни.
По информации Американского института киноискусства, "директор Администрации Производственного кодекса Джозеф И. Брин потребовал от продюсера Бенедикта Богуса «существенно сократить жестокость» в фильме, особенно в сцене избиения Эдди. Администрация заявила, что не выдаст сертификат одобрения до тех пор, пока не будет удалён эпизод, в котором бандит «наступает на Эдди после того, как тот падает с лестницы».
Согласно современным источникам, большая часть фильма снималась ночью в различных местах Лос-Анджелеса.

## Оценка фильм критикой

### Общая оценка фильма
По информации Джеффа Стаффорда, «на момент выхода на экраны фильм по большей части либо вовсе не заметили, либо быстро забыли как рутинную криминальную мелодраму категории В». Газета «Нью-Йорк Таймс» назвала его «невероятной мелодрамой с взрывами насилия», при этом указав, что «это традиционная гангстерская история, только более жестокая, чем большинство других». В рецензии газеты отмечается, что «фильм несётся на полной скорости, и в нём более чем достаточно сюжетных поворотов, чтобы актёры переходили от одной опасной ситуации к другой». Однако, по мнению рецензента, «в нём так много бессмысленной жестокости, что стоит серьёзно задуматься над тем, действительно ли люди из кино достаточно умны, продолжая делать такие фильмы. Человеческий род, возможно, и не идеален, но стоит ли всё сводить к так называемому развлечению, которое подходит разве что для диких зверей».
Стаффорд далее отмечает, что последние десятилетия, «благодаря возрождению интереса к жанру фильм нуар и, особенно, к творчеству оператора Джона Олтона, фильм стал медленно прокладывать себе путь к культовому статусу, в котором ему долгое время было отказано». Историк кино Боб Порфирио назвал картину «малым фильмом нуар», который «чётко привязан к этому жанру использованием неоднозначного героя, и, в ещё большей степени темой потерявшего память героя, выступающего в качестве детектива, как это было и в великолепной картине „Где-то в ночи“ (1946)» . Спенсер Селби отметил, что это «жёсткая и полная насилия картина с хорошими натурными съёмками и режиссурой, в которой потерявший память ветеран войны возвращается в Лос-Анджелес, выясняя тревожные факты о своём прошлом» .
Подобно многим другими историкам кино, Стаффорд отмечает, что в то время «амнезия служила популярным сюжетным приёмом для бесконечного числа жанровых фильмов», однако, по его мнению, в этой «почти забытой, но стильной картине» амнезия использована особенно удачно. Стаффорд считает, что «этот независимый фильм категории В показывает себя как потрясающий малый триумф, благодаря насыщенной постановке Роберта Флори, наполненной мраком операторской работе Джона Олтона, гротесковой художественной постановке Ванна Неста Полглейза, выразительным натурным картинам послевоенного Лос-Анджелеса и сценам острого насилия, которые для своего времени рассматривались как крайние».
Крейг Батлер полагает, что «хотя этот фильм не так хорош, как сходный с ним „Где-то в ночи“, это всё же очень хороший, хотя и не лишённый недостатков фильм нуар». Далее киновед пишет, что «завязка фильма хорошо знакома, и не только по „Где-то в ночи“, так как имеет дело с особым видом амнезии, которая существует только в кино и на телевидении. Это очень клишированный, однако действенный приём для создания увлекательной ситуации, и фильм хорошо его использует в своих целях». Далее Батлер отмечает, что «к сожалению, часть сюжета немного путана, а история течёт не настолько естественно и гладко, как хотелось бы». Кроме того, критик отмечает «великолепную кульминацию, даже несмотря на то, что она поставлена не самым достоверным образом». Деннис Шварц описывает картину как «малый фильм на чисто нуаровую тему о том, как кто-то пытается изменить своё зловещее прошлое после амнезии». По его мнению, «всё в фильме выглядит убедительно, даже несмотря на то, что совершенно ясно, что сама история абсолютно невероятна». Критик также обращает внимание на тему «отчаянного стремления главных героев, несмотря на свои былые недостойные дела, вписаться в послевоенное американское общество».
Брайан Макдоннелл указывает на то, что «в самом начале фильма присутствуют два совпадения, которые дают ход развитию сюжета: сначала два полицейских, которые знают Эдди, случайно встречают его на вокзале. В тот же день случается второе совпадение, когда бывшая жена видит, как Эдди выходит из Дворца правосудия . Макдоннелл также указывает на „довольно необычный приём с двумя закадровыми рассказчиками: во вступлении нейтральный голос в стиле полудокументальных нуаров делает некоторые общие замечания о раненых ветеранах войны, после чего закадровое повествование ведётся голосом самого Эдди, очень сдержанного рассказчика, который, кажется, озадачен загадочными событиями сюжета ещё более, чем зрители“ .

### Оценка работы режиссёра и творческой группы
Современные критики в целом положительно оценили работу режиссёра Роберта Флори и были восхищены операторской работой Джона Олтона. Так, по мнению Батлера, Флори не всегда удаётся скрыть недостатки сценария, однако вместе с блестящим оператором Джоном Олтоном он создаёт визуально поразительную работу, которая наполнена атмосферой и напряжённостью». Что же касается Олтона, то «его работа отлична, погружая зрителя в фильм и больше не отпуская». Макдоннелл пишет, что несмотря на «летаргический темп фильма, его визуальный стиль поразителен благодаря работе Олтона, который использует драматические тени и неожиданные ракурсы в жестоких сценах, сочетая их со слабым освещением и резкими световыми контрастами».
Порфирио считает, что «оператор этого фильма Джон Олтон наполнял натурные съёмки нуаровым стилем лучше, чем кто-либо другой, делая это в данном случае в Лос-Анджелесе. Последний эпизод на складе особенно впечатляет, сочетая таланты Олтона и режиссёра Роберта Флори». Как отмечает Шварц, «операторская работа, вероятно, лучшего нуарового оператора всех времён Джона Олтона точно передаёт тёмную уличную жизнь Лос-Анджелеса. Особенно сильное впечатление оставляет кульминационная перестрелка на складе, когда мы видим преступников загнанными в ловушку как крыс».

### Оценка актёрской игры
В рецензии «Нью-Йорк Таймс» отмечается, что по ходу фильма героя Пейна избивают так сильно и так часто, «что просто чудо, что он смог встать на ноги после завершения съёмок фильма». Сонни Тафтс, известный по ролям простаков, на этот раз «необыкновенно злобно играет рычащего, осипшего гангстера». И хотя он «играет хорошо, вряд ли это его тип роли». Газета также выделяет хорошую игру Эллен Дрю и Риса Уильямса в качестве детектива. По мнению Денниса Шварца, «на протяжении фильма Пейн выглядит как человек, которого только что достали из стиральной машины и к концу фильма вывешивают для просушки».
С другой стороны, Стаффорд обращает внимание на «впечатляющую игру всего актёрского ансамбля. В частности, Джон Пейн обеспечивает правильное сочетание тревожной задумчивости и морального смятения в роли человека, который постепенно смиряется с тем, что когда-то был жестоким животным. Не менее хороши его партнёры, которые часто привлекают больший интерес, чем он, в частности, это Эллен Дрю в роли изящной, обманчивой героини, Рис Уильямс в роли хитрого детектива и Перси Хелтон в роли жалкого мелкого преступника с любовью к кошкам. Но настоящий сюрприз здесь преподносит обычно деревянный Сонни Тафтс в роли злого и коварного врага Пейна, игра которого создаёт ощущение, что остальная часть его карьеры, возможно, была ошибкой неправильного выбора ролей и фильмов». Батлер также отмечает «сильный актёрский состав картины, где Джон Пейн играет одну из своих лучших ролей, а Сонни Таффтс, играя вопреки своему амплуа, очень сильно смотрится в роли гангстера». По мнению критика, Эллен Дрю также вносит свой достойный вклад в картину, хотя, «к сожалению, её персонаж теряет свою остроту после того, как она начинает верить в историю героя». По мнению Майкла Кини, «Пейн выдаёт крепкую игру в роли потерявшего память героя войны, а Дрю хороша в роли его бывшей жены, которая стала замечать некоторые приятные изменения в нём после возвращения. Тафтс переигрывает как зловещий бывший партнёр Пейна, а Хелтон с девичьим голоском чудесно подобран на роль жалкого прислужника». Порфирио также считает, что «самую запоминающуюся игру в фильме выдаёт похожий на грызуна Перси Хелтон в роли жалкого Пити, который кашляет и хрипит в своём логове в подвале в компании своего любимого кота». По словам Эриксона, «завсегдатаи фильмов нуар Перси Хелтон, Джон Дусетт и Грета Гранстедт как нельзя лучше подходят для своих небольших ролей».